# Machovich Viktor
Machovich Viktor (Győző; Pilisszentiván, 1906. július 13. - Budapest, 1937. március 11.) pedagógus, gimnáziumi tanár.

## Élete
Apja Machovich László MÁV főintéző.
Középiskolai tanulmányait a budapesti II. kerületi érseki katolikus gimnáziumban végezte, ahol a Rákóczi-kollégium növendéke volt, majd a budapesti és párizsi egyetemen tanult tovább. 1927-től ösztöndíjban részesült. Tanári és doktori oklevelének megszerzése után, 1931 szeptemberében óraadó ideiglenes franciatanár lett a soproni Széchenyi István Gimnáziumban. 1935-ben kinevezett helyettes tanár lett a budapesti VIII. kerületi állami Zrínyi Miklós Gimnáziumban. Tüdőbajban hunyt el, Piliscsabán helyezték örök nyugalomra.
Több tudományos cikket írt magyar és francia folyóiratokba 1926 és 1935 között.

## Művei
- 1935 A magyar–francia cisztercita-kapcsolatok történetéhez. Egyetemes Filológiai Közlöny LIX.